# Masseunzulänglichkeit
Masseunzulänglichkeit ist ein Begriff aus dem deutschen und österreichischen Insolvenzrecht, der u. a. in der für Deutschland geltenden Insolvenzordnung (InsO) in den § 207 bis § 216  InsO geregelt ist. Der Insolvenzverwalter hat im Rahmen eines Insolvenzverfahrens stets zu beachten, dass die Insolvenzmasse, also das noch vorhandene Vermögen in dem Insolvenzverfahren,  ausreicht, die Kosten des Insolvenzverfahrens (§ 54 InsO) sowie die sonstigen Masseverbindlichkeiten (§ 55 InsO) zu decken. Reicht die Masse nicht einmal für die Kosten des Insolvenzverfahrens (Massearmut), wird das Insolvenzverfahren gemäß § 207 InsO eingestellt.

## Voraussetzungen und Anzeige
Stellt der Insolvenzverwalter nach der Eröffnung des Insolvenzverfahrens fest, dass die Insolvenzmasse nicht ausreicht, um die Masseverbindlichkeiten zu erfüllen (sogenannte Insolvenz in der Insolvenz), zeigt er dem Insolvenzgericht Masseunzulänglichkeit an. Auch die Anzeige einer drohenden Masseunzulänglichkeit ist möglich, wenn die Masse voraussichtlich nicht ausreichen wird, die bestehenden sonstigen Masseverbindlichkeiten im Zeitpunkt ihrer Fälligkeit zu erfüllen (vgl. § 208 Abs. 1 Satz 2 InsO). Die Anzeige der (drohenden) Masseunzulänglichkeit ist öffentlich bekanntzumachen und den betroffenen Massegläubigern außerdem besonders zuzustellen.

## Befriedigung von Masseverbindlichkeiten
Die Anzeige der Masseunzulänglichkeit führt zu einer Rangrückstufung bereits entstandener Masseverbindlichkeiten. Für deren Befriedigung gilt dann die in § 209 InsO festgelegte Rangordnung, wonach
- erstrangig die Kosten des Insolvenzverfahrens befriedigt werden (§ 54 InsO):
  - die Gerichtskosten für das Insolvenzverfahren
  - die Vergütung und Auslagen des Insolvenzverwalters
  - die Vergütung und Auslagen der Mitglieder des Gläubigerausschusses

- und zweitrangig die sonstigen Masseverbindlichkeiten (§ 55 InsO) befriedigt werden:
  - Verbindlichkeiten, die der Insolvenzverwalter innerhalb seines Wirkungskreises begründet hat
  - Ansprüche aus gegenseitigen Verträgen des Insolvenzschuldners, in welche der Insolvenzverwalter nach Eröffnung des Insolvenzverfahrens eingetreten ist (§ 103 InsO)
  - Ansprüche aus gegenseitigen Verträgen des Verwalters, die kraft Gesetzes zu erfüllen sind
  - Ansprüche aus ungerechtfertigter Bereicherung der Masse nach Eröffnung des Insolvenzverfahrens.

## Weitere Rechtsfolgen
Zwangsvollstreckungsmaßnahmen für diese Forderungen werden unzulässig (§ 210 InsO). Aus diesem Grund entfällt in einem laufenden Rechtsstreit auf Zahlung einer Masseverbindlichkeit auch nachträglich das Rechtsschutzbedürfnis, weshalb der Kläger seine Leistungsklage auf eine Feststellungsklage umstellen muss. Im späteren Kostenfestsetzungsverfahren darf nach der Rechtsprechung des Bundesgerichtshofs kein vollstreckbarer Kostenfestsetzungsbeschluss ergehen.
Nach Verteilung der vorhandenen Insolvenzmasse ist das Insolvenzverfahren einzustellen (§ 211 InsO).